# 鹿角菜
鹿角菜（学名：Silvetia siliquosa）也称鹿角棒、鹿角尖、鹿角豆、不毛叉藻，一种分布于中国辽东半岛、山东半岛沿岸及朝鲜半岛南岸和西岸的褐藻，隶属于墨角藻科鹿角菜属，在中国属于国家二级重点保护野生植物。

## 形态特征
鹿角菜藻体为孢子体，呈软骨质，新鲜时为黄橄榄色，干燥时变黑，高一般为6-7厘米，在环境适宜的地方，高达14.5厘米。基部固着器为圆锥状的盘状体，“茎”呈亚圆柱形，很短，“茎”以上重复叉状分枝，可分枝2-8次，藻体下部叉状分枝较为规则，分枝角度较宽，上部分枝的角度较狭，双分枝不等长，上部节间比下部长，有时长达2厘米，一般为扁压的线状体，全藻体的厚度相似，上下没有什么差别。藻体无气囊。

## 经济价值
鹿角菜在中国北方沿海属于一种常见的食用海藻，也可作为提取褐藻胶、甘露醇的原料。目前已广泛开展人工养殖。